# Burg Kapfenstein
Die Burg Kapfenstein, auch Ober-Sansch genannt, ist die Ruine einer Höhenburg auf 1060 m ü. M. oberhalb des Weilers Tälfsch auf dem Gemeindegebiet von Küblis im Prättigau im schweizerischen Kanton Graubünden.

## Name
Der Name bedeutet «Burg, von der man Ausschau hält» und steht in Zusammenhang mit dem mittelhochdeutschen Verb kapfen, was gleich viel bedeutet wie schauen.

## Anlage

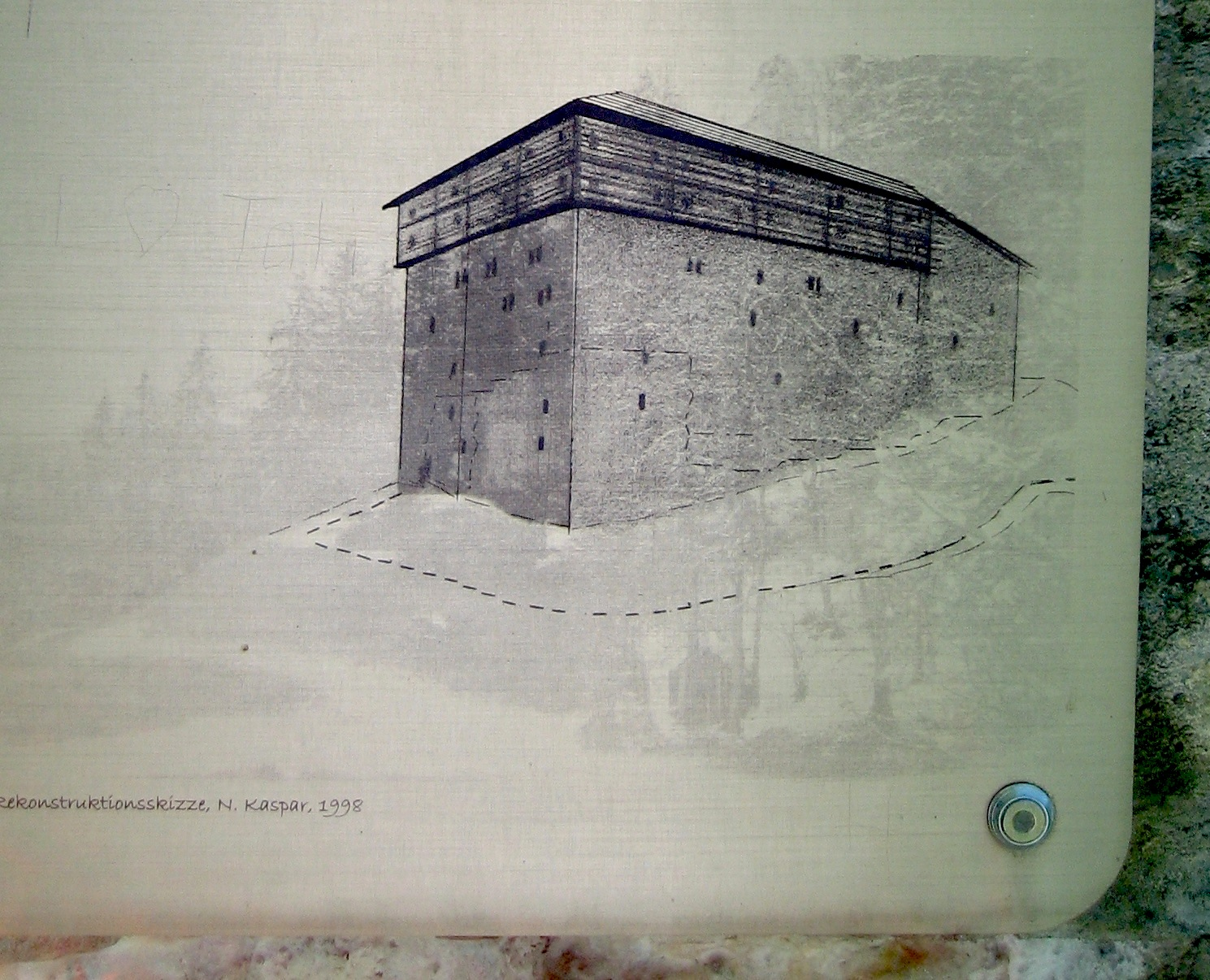
Detail der Infotafel

Dem natürlichen Verlauf des Plateaus folgen die Reste einer Ringmauer. Im südlichen Bereich ist sie auf eine Höhe von mehreren Metern erhalten, auf der Nordseite ist sie mehrheitlich abgerutscht. Die ursprüngliche Mauer  wies ursprünglich eine Mauerstärke von ca. 1,4 m auf und wurde später durch zusätzliche 1,5 m verstärkt. Die Schartenfenster der alten Mauer erhielten in der neuen eine Trichterung.
Das Innere der Anlage ist mit Mauerschutt bedeckt; es sind nur noch die Reste einstiger Mauerzüge sichtbar. Die architektonischen Zusammenhänge der beachtlichen Anlage lassen sich nicht mehr erkennen.

## Geschichte

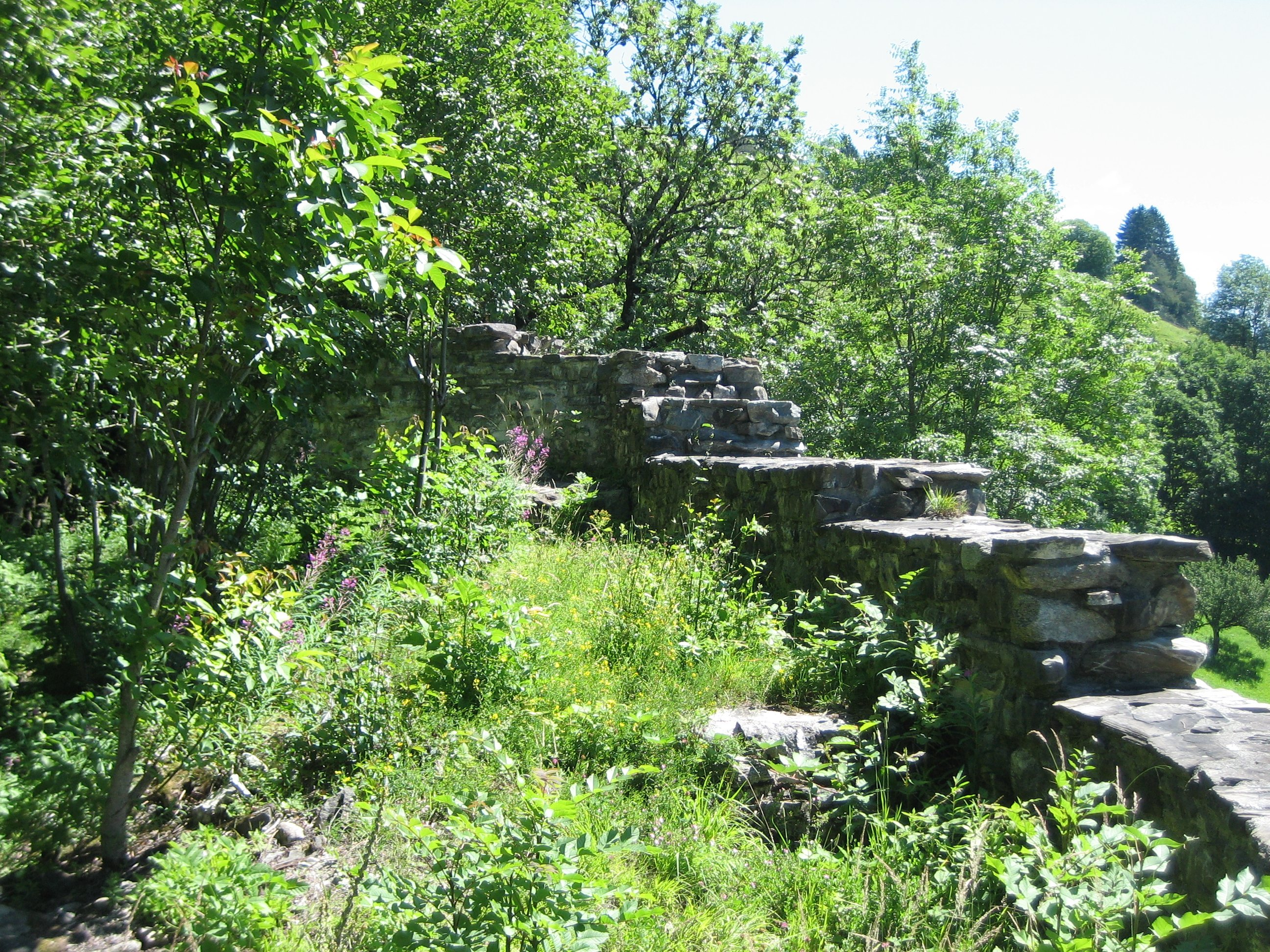
Mauerabschluss

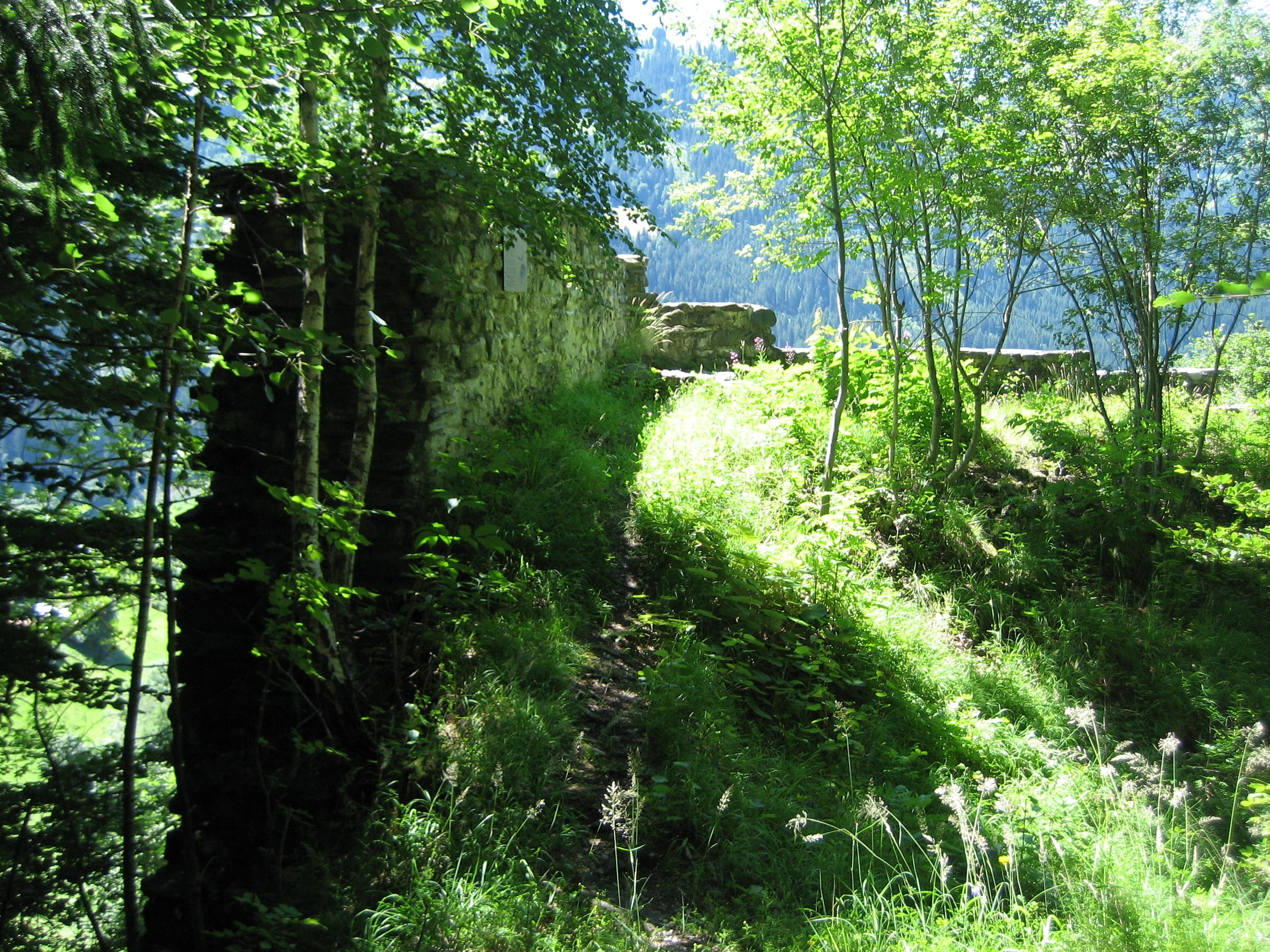
Ansicht von Nordosten

Die Herren von Kapfenstein sind aus dem 13. Jahrhundert bezeugt: 1249 ist Ulricus de Kaphinstain als Schiedsrichter in einem Streitfall mit dem Churer Bischof über die Burg Gräpplang bei Flums vorgesehen. 1275 wird Heinrich von Kapfenstein als verstorben erwähnt. 1365 wird in Zizers ain acker waz Kapfenstains erwähnt. Die Formulierung lässt darauf schliessen, dass die Familie damals nicht mehr bestand.
Über die Gründungszeit der Burg selbst liegen keine schriftlichen Unterlagen vor; urkundlich wird sie 1275 erstmals genannt: Bei der bedingten Übertragung seines Besitzes an das Hochstift Chur nahm Walter von Vaz die Grafschaft Schams und die Burg Kapfenstein aus. Letztere hatte er in einem Tauschhandel vom verstorbenen Heinrich von Kapfenstein erworben. ... et castro de Kaphenstain cum et pertinenciis es omnibus, que cambivi cum domino Henrico pie memorie de Kaphenstain.
Wie die Burg Strahlegg wurde auch Kapfenstein an die Familie Straiff weiterverliehen. 1351 verzichteten die Kinder des verstorbenen Simon Straiff auf ihre Rechte zu der burg ze Kapfenstain und den zwei städelen, so darzu hörent gegenüber Graf Friedrich von Toggenburg und dessen Gemahlin Ursula von Vaz gegen eine Entschädigung von 40 Mark. Anton von Castelmur erwähnt 1940 einen zusätzlichen Besitzerwechsel, der bei Meyer/Clavadetscher nicht erscheint: Am 1. April 1351 sollen Andreas von Marmels und Ulrich Manus von Castelmur die Burg für sich und ihre Schwäger, die Erben des Simon Straiff, der Gräfin Kunigunde von Toggenburg verkauft haben. 1352 bestätigte Simon Straiffs Sohn Johannes, dass ihn die Toggenburger aller kost und schaden, so wir oder unser vatter sailig an der burg ze Kaphenstain verbuwen oder gehept han entschädigt hatte. Bei der Teilung des Toggenburger Erbes von 1394 fiel Kapfenstein an Graf Friedrich VII. von Toggenburg. Die Burg wurde vermutlich im 15. Jahrhundert verlassen.
1982–84 wurden durch den Kanton Graubünden Sicherungsarbeiten durchgeführt, 1998 durch den Burgenverein Unterhaltungsarbeiten und Planaufnahmen.

## Unter-Sansch
Ca. 100 m westlich der Kirche von Küblis kamen 1952 bei Grabungen massive Mauern eines Rundturms zum Vorschein. Nicolin Sererhard schrieb 1740:  Einen kleinen Büchsen Schuß under der Kirchen stehet noch ein alter Thurm, welcher bey Tach und zu oberst seine bewohnliche Zimmer hatte, hieße vor altem under Sans oder Sansch. Diesen könnte man für eine Antiquität ansehen. Seine Mauern sind klafterdik.  Demzufolge muss der Turm damals noch in gutem Zustand gewesen sein. In der Davoser Chronik von Fluri Sprecher heisst es über den Landammann Ulrich Beeli von Davos: Er ist eines todtschlags halben vom landt khommen, letstlich zu Küblis im Thorm gestorben und ligt zu Küblis begraben. Genaue Belege über den Turm von Unter-Sansch sind indes nicht vorhanden.